# Zeeland (Dakota du Nord)
Pour les articles homonymes, voir Zeeland.
La ville de Zeeland est située dans le comté de McIntosh, dans l’État du Dakota du Nord, aux États-Unis. Sa population s’élevait à 86 habitants lors du recensement de 2010, estimée à 81 habitants en 2016.

## Histoire
La ville a été fondée en 1902 par des immigrants néerlandais et porte le nom de la province de la Zélande.

## Démographie
| 1910 | 1920 | 1930 | 1940 | 1950 | 1960 |
| ---- | ---- | ---- | ---- | ---- | ---- |
| 193  | 323  | 419  | 489  | 484  | 427  |

| 1970 | 1980 | 1990 | 2000 | 2010 | - |
| ---- | ---- | ---- | ---- | ---- | - |
| 313  | 253  | 197  | 141  | 86   | - |

## Source
- (en) Cet article est partiellement ou en totalité issu de l’article de Wikipédia en anglais intitulé « Zeeland, North Dakota » (voir la liste des auteurs).